# Jung Min-woo
Đây là một tên người Triều Tiên, họ là Jung.
Jung Min-woo (tiếng Hàn: 정민우; sinh ngày 1 tháng 12 năm 1992) là một cầu thủ bóng đá Hàn Quốc thi đấu ở vị trí tiền đạo cho Daejeon Citizen ở K League 2.

## Sự nghiệp
Jung được lựa chọn bởi Suwon FC ở đợt tuyển quân K League 2014. Anh có bàn thắng tại màn ra mắt in the opening match của mùa giải 2014 trước Daejeon Citizen.